# Всесвітня історія XX століття. Частина II
 Перша частина, в якій описані події з початку століття включно з Першою світовою війною, на сторінці Всесвітня історія 20 століття

## Період між світовими війнами

### Облаштування повоєнного світу

#### Паризька мирна конференція
Наміри головних держав-переможниць на конференції. Українське питання на конференції. Версальський договір з Німеччиною. Утворення Ліги Націй. Мирні договори 1919—1920 з Австрією, Угорщиною, Болгарією, Туреччиною. Проблема досконалості Версальської системи договорів. 
Підсумки війни підвела Паризька мирна конференція 1919—1920, на яку було запрошено 27 держав. Переможені країни, а також більшовицька Росія в роботі конференції участі не брали. Конференція тривала з січня 1919 по січень 1920. Головною її задачею було вироблення повоєнного світового порядку, узгодження мирних договорів із переможеними державами, а також, за ініціативою США, утворення Ліги Націй — міжнародної організації, що за задумом повинна була завадити повторенню світового військового конфлікту. Конференція проходила у важкій дипломатичній боротьбі, між державами-переможцями, й часто опинялася на межі зриву. Франція намагалася добитися розчленування Німеччини і встановлення свого політичного домінування на континенті, чому чинили опір британці.
У роботі конференції взяла участь українська делегація, спільна від Української Народної Республіки та Західної Української Народної республіки. Вона домагалася визнання української держави всупереч прагненням Польщі та інших сусідів поділити землі з переважним українським населенням. Зусилля української делегації знайшли підтримку представників діаспори та британців, які послідовно притримувалися «принципу народів». Однак, після поразки ЗУНР в Україно-польській війні українське питання більше не розглядалося.
У результаті роботи конференції був підготовлений статут Ліги Націй, включений у всі мирні договори. Версальський договір між країнами-переможницями та Німеччиною був підписаний у 28 червня 1919. За цим договором Німеччина втрачала всі колонії, частину європейської території, її збройні сили були обмежені 100-тисячною армією, вона змушена була виплатити репарації.
Сен-Жерменський мирний договір із Австрією був підписаний 10 вересня 1919. За ним затверджувалася незалежність нових держав у Східній Європі, Австрія втрачала права в колоніях та деякі європейські території, її збройні сили обмежувалися 30 тис., Австрія втрачала флот. 4 червня 1920 було укладено Тріанонський договір з Угорщиною, за яким Угорщина поступалася великими територіями на користь Чехословаччини, зокрема Закарпаттям, Румунії, Хорватії, обмежувалися її збройні сили, втрачався дунайський флот.
Севрський мирний договір із турецьким султаном був підписаний 10 серпня 1920. За ним Туреччина втрачала великі території, контроль над якими передавався європейським державам за мандатами Ліги Націй. Території, заселені арабами, були звільнені від турецької влади, однак європейське управління було кроком до утворення в подальшому значної кількості незалежних держав на противагу великій єдиній арабській країні. За договором Греція отримала Східну Фракію і Середземноморське узбережжя, а Туреччина залишалася без виходу до Середземного моря. Втім, Сервський договір був підписаний із старою владою, яка вже не мала сили. Кемалістська революція де-факто ліквідувала його.
З Болгарією було укладено Нейїський мирний договір, за яким вона зазнавала територіальних втрат, повинна була виплачувати репарації, обмежити чисельність своїх збройних сил.

#### Вашингтонська морська конференція
Вашингтонська морська конференція, проведена 1921 року за ініціативою США, низкою міжнародних договорів затвердила перерозподіл сил у Тихому океані та умови контролю над Китаєм. США зуміли добитися поступок від Британії та Японії. Обмеження на кількість військових кораблів послабило домінування Британського флоту. Угода щодо рівних можливостей у Китаї поклала край зазіханням Японії на монопольний контроль.
Версальсько-Вашингтонська система договорів сформувала нову, повоєнну, геополітичну ситуацію. Вона не зуміла зняти протиріччя між великими державами, а також врегулювати національне питання. Населення переможених країн вважало тягар сплати репарацій та територіальні втрати несправедливим. Осторонь залишилася Радянська Росія, на заході гостро стояло питання про відмову більшовиків виплачувати борги Російської імперії.

#### Спроби перегляду повоєнних договорів
Невдоволеність країн повоєнним розподілом територій і сфер впливу. Генуезька конференція 1922 року. Рапалльський договір між Росією й Німеччиною, початок зближення між двома країнами. Найголовніші рішення Гаазької, Лозанської та Локарнської конференцій. Наслідки реалізації планів Дауеса (1924) та Юнга (1928). Значення пакту Бріана-Келлога (1928). 
Система укладених договорів не тільки залишила чимало невдоволених розподілом територій та сфер впливу, але й не змогла повністю вирішити питання безпеки в Європі, оскільки переможені країни та Росія залишилися поза участю в Лізі Націй. Генуезька конференція, яка відбулася у квітні-травні 1922 року, планувалася як крок до вирішення цієї проблеми, а також ширшої проблеми економічного відновлення Центральної та Східної Європи. Під час Генуезької конференція Радянська Росія та Німеччина уклали між собою Рапалльський договір, який зближував обидві країни та єднав їх у протистоянні країнам-переможцям. Невирішене російське питання було винесено для розгляду спеціальної Гаазької економічної конференції, яка відбулася в червні-липні 1922, і в якій Німеччина участі не брала. Однак, досягти угоди не вдалося.
Лозаннська конференція 1922—1923 знову розглядала турецьке питання та питання про статус проток. Севрський мирний договір між державами переможцями й султаном втратив силу після Кемалістської революції. Було укладено Лозаннський мирний договір 1923. Німеччина стала членом Ліги Націй у 1925. Локарнська конференція, проведена того ж року, узгодила західні кордони країни, однак східні кордони залишилися неузгодженими, що згодом привело до нової війни. Пакт Бріана — Келлогга 1928 року проголосив принцип недопустимості використання війни, як знаряддя політики. Попри те, що його підписали всі великі держави, він теж не запобіг Другій світовій війні.
На початку 20-х німецька економіка розвалилася. З метою її порятунку та забезпечення виплати репарацій країнам-переможцям, були прийняті міжнародні плани оздоровлення німецької економіки — план Дауеса 1924 року, та план Юнга 1928 року.

### Російська революція і комунізм
Російська революція 1917 року породила хвилю комуністичних революцій у Європі, що змусило багатьох повірити що незабаром буде всесвітня соціалістична революція. Однак, європейські комуністичні революції були неуспішні. У 1924 році помер Ленін, через кілька років Льва Троцького замістив Сталін і де-факто став лідером Радянського Союзу. Ідея світової соціалістичної революції вже не була актуальною. Сталін сконцентрував зусилля на «соціалізмі в країні» і взявся за колективізацію та індустріалізацію. Проте, із правлінням Сталіна більшість людей, в тому числі і комуністів розчарувались в ідеології, через звірства вчиненні за правління Сталіна, такі як масові вбивства «ворогів», голодомори і тоталітарний режим загалом, який він запровадив.
Комуністичні ідеї знову набули популярності у світі коли відбулася глобальна економічна криза в 1929 році, відома як Велика Депресія. Багато людей бачили це як початок занепаду капіталізму, їх приваблювала комуністична ідеологія як вирішення проблеми економічної кризи.

### Суспільно-політичні рухи
Лібералізм та консерватизм, їх пріоритети і соціальна база. Комуністичний рух. Утворення, цілі і тактика комуністичних партій. Комінтерн. Стосунки компартії з соціал-демократією. Фашизм і націонал-соціалізм (нацизм). Походження, ідейні засади й соціальна база італійського фашизму та німецького націонал-соціалізму. Національно-визвольний рух, його форми і методи боротьби. Робітничий і соціалістичний рухи. Роль профспілок після Першої світової війни. Страйкова боротьба. Соціалістичні та соціал-демократичні партії. Соціалістичний робітничий інтернаціонал.

Період між двома світовими війнами знаменний виникненням тоталітарних режимів. Значним чином це пов'язано із розвитком засобів масової інформації, особливо радіо, та різким підвищенням грамотності населення європейських країн. Політичні партії та рухи різного спрямування отримали в свої руки інструменти масової агітації та пропаганди. Характерними рисами політичної пропаганди міжвоєнного періоду були обіцянки світлого майбутнього, возвеличування політичного лідера до рівня культу особи, відшукування спільного для народу ворога-шкідника, що стоїть на заваді побудові нового життя. Зіткнення пропаганд різного напрямку, правих і лівих, у більшості країн Європи не було збалансованим, що призводило до захоплення однією із політичних сил, правою або лівою, цілковитого контролю на суспільним життям і знищенню політичного противника шляхом репресій.

### Індустріальні країни Європи та Америки

#### Сполучені Штати Америки
Зміна статусу США у світі після Першої світової війни . Період «проспериті» («процвітання»). «Велика депресія». Робітничій рух. «Новий курс» Франкліна Делано Рузвельта. 
Після Першої світової війни Сполучені Штати Америки вийшли на перше місце у світі за виробництвом, обігнавши попереднього лідера світової економіки Британію. США пізно вступили у війну і мали значний зиск від військових поставок державам Антанти.
20-ті роки в США отримали назву щасливих двадцятих у зв'язку зі швидким розвитком економіки, швидким зростанням рівня добробуту й динамікою суспільного життя. При правлінні президентів Воррена Ґардінга та Калвіна Куліджа були створені сприятливі умови для розвитку великого бізнесу. Облікова ставка підтримувалася на рівні 3 %. Капіталовкладення приносили значні прибутки, ціни акцій стрімко росли. Однак, швидкий ріст призвів до перегрівання економіки, що згодом вилилося в біржову катастрофу.
24 жовтня 1929, у день, що отримав назву чорного четверга, розпочався біржовий крах 1929. Курси акцій різко обвалилися, кінець 20-х і 30-ті роки стали періодом «Великої депресії». Виробництво скоротилося наполовину, а автомобілів у п'ять разів, безробіття досягло 25 %, масово розорялися фермери, зростала інфляція. Для боротьби з депресією обраний у 1932 президент Франклін Делано Рузвельт оголосив «новий курс» — політику економічного врегулювання і стимулювання економіки, яка не мала певного визначеного плану, а була низкою часто спорадичних законодавчих актів і адміністративних заходів. Втім, США подолали економічну кризу тільки після початку Другої світової війни завдяки військовим замовленням.
У 1920 році в Конгрес США прийняв сухий закон — заборону виробництва, продажу й споживання алкоголю. Це призвело до виникнення підпільної торгівлі алкогольними напоями — бутлегерства і розквіту організованої злочинності. Сухий закон був відмінений у 1933 президентом Рузвельтом як неефективний.
За часи Першої світової війни зріс і зміцнів робітничий рух у США. Особливих розмірів боротьба робітників за свої права набрала в період Великої депресії, в середині 30-х. Профспілковий рух у США очолювала Американська федерація праці, від якої в середині 30-х відщепився Конгрес виробничих профспілок. Між двома організаціями виникла жорстка боротьба. Американська федерація праці вороже ставилася до комуністів, тоді як Конгрес виробничих профспілок мав сильну фракцію комуністів. Новий курс президента Рузвельта вжив цілу низку заходів для покращення становища робітників, зокрема встановив мінімальну зарплату й максимальну тривалість робочого дня. Особливістю американського профспілкового руху було те, що на відміну від інших країн, де власники виробництв часто використовували злочинні кола для боротьби з робітниками, у США профспілки вступили в союз із організованою злочинністю для боротьби зі штрейбрехерами і захисту страйкарів.
Поряд із лівим робітничим рухом, в США існували й набирали силу також праві й популісти. У 20-х роках значно зросла кількість членів Ку-клукс-клану. Ця тенденція пішла на спад із початком Великої депресії. У тридцятих роках значну загрозу Новому курсу становила популістська риторика Х'юї Лонга.
У 1931 в штаті Невада були легалізовані азартні ігри. Після побудови неподалік від Лас-Вегаса греблі Гувера, столиця Невади перетворилася в центр грального бізнесу й індустрії розваг, яким керували гангстерські кола.

#### Велика Британія
Соціально-економічне становище країни після Першої світової війни. Внутрішня політика кабінету Девіда Ллойда Джорджа та консервативних урядів. Правління лейбористів. Особливості британського тред-юніонізму. Депресія 1929—33 та її подолання. 
Після перемоги у війні Велика Британія залишилася зі значними боргами. Незважаючи на деякий ріст економіки у роки війни, в післявоєнний період вона почала поступатися роллю першої держави світу Сполученим Штатам. Розпочався також процес розпаду Британської імперії. Серед характерних рис міжвоєнного періоду в Британії зміна у структурі британського суспільства, нівелювання нерівності й демократизація, наслідком якого став занепад Ліберальної партії й піднесення лейбористів, а також поступовий відхід міжнародної політики від заангажованості в Європі з одночасним встановленням тісніших зв'язків з домініонами.
Одразу ж після закінчення війни на виборах, що отримали назву «виборів кольору хакі», перемогла коаліція лібералів і консерваторів, прем'єр-міністром став Девід Ллойд Джордж. У 1918 році виборче право отримали всі чоловіки віком понад 21 рік, і жінки, віком понад 30 років. У 1928 віковий ценз для жінок був зменшений до 21 року. 1919—1922 роки побачили хвилю страйків робітників транспорту, які були залагоджені поміркованою позицією лідерів британських тред-юніонів, зокрема Ернеста Бевіна, який у 1921 став головою профспілки транспортників, найбільшої у світі. Загалом становище робітників у Сполученому Королівстві значно покращилося ще в часи правління Ллойда Джорджа, коли були прийняті закони, спрямовані на покращення умов праці, страхування у випадку безробіття тощо.
У 1922 році до влади прийшли консерватори на чолі з Ендрю Бонар Лоу, а в 1924, вперше в історії, лейбористи, на чолі з Ремсі Макдональдом. У другій половині 20-х і в тридцятих роках, лейбористські та консервативні лідери періодично змінювали один одного.
Світова економічна криза 1929-1932 боляче вдарила по британській економіці, підірвавши ринок збуту британських товарів. На початку тридцятих років у країні відбулася низка голодних маршів, найбільшим з яких був голодний марш 1932 року. В 1931 Британія відмовилася від золотого стандарту фунта стерлінгів, що дозволило збільшити попит на товари. В 30-ті в Британії був сформований так званий Національний уряд —широка коаліція консерваторів, лібералів та частини лейбористів, який очолювали представники різних партій: Ремсі Макдональд, Стенлі Болдвін та Невілл Чемберлен.
На міжнародній арені Британія зустрілася з низкою проблем, пов'язаних із початком занепаду Британської імперії та поступовим формуванням Британської Співдружності. В 1922 Ірландська Вільна держава отримала статус домініону. На післявоєнній Паризькій конференції інші домініони: Австралія, Південноафриканський Союз, Канада, Нова Зеландія, Ньюфаундленд були представлені окремими делегаціями. Правова система Співдружності була затверджена Вестмінстерським статутом 1931.
Щодо подій у Європі в 30-ті роки Британія притримувалася політики умиротворення агресорів, що, втім, не змогло завадити Другій світовій війні.

#### Ірландія
Боротьба ірландців за незалежність продовжувалася під час Першої світової війни. Кульмінацією цієї боротьби стало Великоднє повстання 1916, яке, хоча й зазнало поразки, призвело до перемоги «Шинн Фейн» на виборах 1918 року до Британського парламенту на основі абстенціоналізму. В 1919 був утворений таємний ірландський парламент (Перший Дойл) під проводом Еймона де Валери, який проголосив Ірландську республіку, що стало початком Війни за незалежність Ірландії. Апогеєм насилля стала так звана кривава неділя 21 листопада 1920 року. Врешті-решт Акт про управління Ірландією розділив острів на дві частини: Північну Ірландію, лояльну британській короні, та Південну Ірландію. Війна за незалежність завершилася після підписання англо-ірландської угоди 1921 року, що призвела до утворення Ірландської Вільної держави як домініону Британії в 1922. Однак, після цього розпочалася Ірландська громадянська війна 1922—1923 років між силами, які не визнавали угоди й виступали за збереження Ірландської республіки, й прихильниками Вільної держави. Війна завершилася перемогою прихильників Вільної держави й формуванням уряду на чолі з Вільямом Косґрейвом.
Англо-ірландський договір 1921 року втратив силу з прийняттям Вестмінстерського статуту 1931 року. Ірландія разом із іншими домініонами отримала право затверджувати свої закони, припинилися виплати в Британську скарбницю. Після митної війни між Британією й Ірландією 1932—1935 років підписано Британо-ірландський торговий пакт. У 1937 році проголошено суверенну, незалежну, демократичну державу Ейре. Напруженість у стосунках між Британією та Ірландією, проте, зберігалася, й Ірландія залишилася нейтральною під час Другої світової війни.

#### Франція
Наслідки Першої світової війни для Франції. Соціальні конфлікти. Країна в період стабілізації (1924—1929). Лівий блок при владі. Прояви економічної депресії. Прихід до влади і політика уряду Народного фронту та уряду Едуара Даладьє. 
В результаті Першої світової війни Франція отримала значні території за рахунок Німеччини і мандатів в Африці й на Близькому Сході та гегемоністське положення в Європі. Водночас після війни залишилися великі спустошені області, які потрібно було відбудовувати, великі борги перед США та Британією, і зменшилося населення країни. Надії Франції на те, що «Німеччина за все заплатить» не справдилися, оскільки через економічні труднощі в Німеччині виплати репарацій затримувалися. У французькому суспільстві сталися значні структурні зміни, пов'язані зі зубожінням середнього класу, відпливом населення з села у міста.
У внутрішній політиці період між двома війнами у Франції знаменувався протистоянням між правими й лівими, основними пунктами якого поряд із становищем робітників були також релігійне питання, перехід від католицької до світської держави, і національне питання, оскільки Франція залишалася великою колоніальною імперією. Французька секція робітничого інтернаціоналу розкололася щодо питання про підтримку Першої світової війни, що призвело до утворення в 1921 році Французької комуністичної партії. Лівий блок радикалів та соціалістів переміг на виборах 1924 року і сформував уряд Едуара Ерріо, який визнав СРСР і підтримав план Дауеса, щодо Німеччини. Складнощі з формулюванням економічної політики, протистояння правих, католиків та монархічної організації Французька дія, антиклерикальній політиці, а також повстання в Марокко на чолі з Абд аль-Керімом і друзів у Сирії, призвели до відставки лівого уряду. В 1926 Раймон Пуанкаре сформував уряд «національного єднання».
У 1929 французи вийшли з Рейнської області, але це не зменшило напруження у відносинах з Німеччиною. Франція розпочала будівництво лінії Мажино. Економічна криза у Франції розпочалася тільки в 1931 і не була такою важкою, як у інших країнах. У 1932 на виборах знову перемогли ліві, й був сформований кабінет на чолі з Едуаром Ерріо, але він швидко пішов у відставку в зв'язку з виплатою боргів США та фінансовими скандалами. Часта зміна кабінетів призвела до зростання антипарламентських рухів, як ультраправих, так і комуністичних. 6 лютого 1934 року праві ліги провели масові вуличні демонстрації, кульмінацією яких був бунт на площі Згоди і штурм Бурбонського палацу. Напруження виникло зокрема через аферу Ставіського. Ліві сили розцінили ці події як спробу фашистського перевороту в Франції, і виник Народний фронт, до якого увійшли радикали, соціалісти й комуністи. Народний фронт переміг на виборах 1936 року, й був сформований кабінет Леона Блюма, однак без участі комуністичних представників. Матіньйонска угода гарантувала робітникам 40-годинний робочий тиждень, оплачувану відпустку та інші права, ультраправі ліги були розпущені законом, але продовжували функціонувати під іншими назвами. Проте, до 1938 Народний фронт розпався, і був сформований кабінет на чолі з Едуаром Даладьє, який отримав повноваження для подолання внутрішньої кризи. Цей кабінет визнав режим Франциско Франко в Іспанії і пішов на мюнхенську змову, що, втім, не зупинило Другу світову війну.

#### Німеччина
Наслідки поразки у Першій світовій війні. Листопадова революція 1918. Веймарська республіка. Встановлення нацистської диктатури. Адольф Гітлер. Внутрішня і зовнішня політика фашистського режиму.

Німеччина зазнала поразки у Першій світовій війні. У листопаді 1918 бунтом матросів імперського флоту у Вільгельмсгафені та Кілі розпочалася Листопадова революція, яка призвела до відречення кайзера Вільгельма II і встановлення республіки. Революціонери, серед яких були популярні комуністичні ідеї, не змогли встановити владу рад за російським зразком. Фельдкори придушили повстання спартакістів, що відбулося в січні 1918 року. Революція завершилася офіційно в серпні 1919 року прийняттям Веймарської конституції. Республіканське правління отримало назву Веймарської республіки.
На Паризьку мирну конференцію Німеччина не була допущена. За Версальським договором вона втрачала значні території, її військові сили були обмежені, вона повинна була сплатити великі репарації. Окупована союзниками Рейнська область повинна була залишатися демілітаризованою. Все це породило в німцях почуття приниження. Розчарування в ліберальних інститутах підсилилося гіперінфляцією 1920—1923 років. Ці фактори породили потужні екстремістські рухи. Ліві сили розкололися на два табори: помірковану Соціал-демократичну партію Німеччини, яка входила у Веймарську коаліцію та пробільшовицьку Комуністичну партію Німеччини, утворену з Союзу Спартака. Серед правих почала виділятися Націонал-соціалістична робітнича партія Німеччини, яку швидко очолив Адольф Гітлер. У своїй пропаганді націонал-соціалісти сприралися на популярну теорію змови, яка пояснювала капітуляцію Німеччини у війні при ще боєздатній армії, підступами євреїв та соціалістів на шкоду німецькій державі.

#### Італія
Наслідки Першої світової війни. Становище населення. Криза італійського парламентаризму й інститутів монархії. Встановлення фашистської диктатури. Беніто Муссоліні. «Корпоративна система». Фашизація країни. 
Італія завершила Першу світову війну на боці переможців і розширила свою територію за рахунок Південного Тіролю, однак наслідки мирних конференцій викликали в італійців розчарування і, навіть, образу. В умовах несприятливої економічної ситуації та неспроможності політичних сил у парламенті домовитися, активізувалися союзи фронтовиків та інвалідів війни. Це створило підґрунтя для приходу до влади фашистів на чолі з Беніто Муссоліні. У 1919 італійці під проводом Габріеле д'Аннунціо здійснили напад на місто Рієку, яке вони називали Фіуме. В тому ж році почали формуватися перші «бойові союзи» (fasci de combattimento). Уряди, які змінювалися дуже швидко, не могли впоратися з кризою та інфляцією, у 1920 році розпочалися страйки в Мілані під проводом соціалістів. Налякане можливістю революції на зразок російської італійське суспільство підтримало фашистів, які вдалися в боротьбі з соціалістами до терору. В 1921 році була заснована Національна фашистська партія, у 1922 відбувся фашистський похід на Рим. Король Віктор Емануїл III відмовився оголосити надзвичайний стан і «чорні сорочки» Муссоліні захопили столицю. Муссоліні отримав диктаторську владу. У 1924 році фашисти перемогли на виборах, опозиція відійшла «на Авентин». У 1925-26 роках фашисти консолідували владу в свої руках під приводами боротьби проти «антифашистської змови», «вільних каменярів» та емігрантів. Опозиційні партії були розпущені, у листопаді 1926 було заборонено створювати нові партії.
Трудова хартія 1927 року проголосила приватний сектор економіки найбільш ефективним, чим підтримала промисловців, водночас для подолання класової боротьби була створена синдикато-корпоративна система, основою якої стали корпорації, куди входили призначені урядом представники робітничих синдикатів (профспілок) та підприємців. Корпорації були покликані планувати виробництво в державних інтересах.
Латеранські угоди 1929 урегулювали відносини італійської держави з католицькою церквою. Ватикан отримав статус незалежної держави.
В основі фашистської пропаганди лежали ідеї відновлення величі Стародавнього Риму. Адріатичне море було проголошене «нашим морем». У 1935 Італія захопила Ефіопію. У 1937 разом із Німеччиною італійці підтримали генерала Франциско Франко в іспанській громадянській війні. Почалося зближення фашистської Італії з Третім Рейхом, і, як наспідок, в Італії поширився рух за «етнічну чистоту». У квітні 1939 Італія окупувала Албанію.

#### Іспанія
Ситуація в Іспанії після Першої світової війни. Диктатура Прімо де Рівери. Прояви економічної кризи 1929—1933. Революція 1931. Уряд Народного фронту. Громадянська війна 1936—39. Втручання тоталітарних держав у події в Іспанії. Встановлення диктатури Франциско Франко. 

### Країни Центральної і Східної Європи
Польща

Відновлення державної незалежності Польщі. Юзеф Пілсудський. Польсько-українське протистояння в Галичині. Польське питання на Паризький мирній конференції. Польсько-радянська війна 1920. Режим «санації» («оздоровлення»).

Чехословаччина

Утворення Чехословаччини. Визначення кордонів. Включення Закарпаття до складу Чехословаччини. Конституція 1920 р. Внутрішня і зовнішня політика Т. Масарика та Е. Бенеша. «Судетська проблема». Становище українського населення.

Угорщина

Революція 1918. Доба Угорської радянської республіки. Угорщина за режиму М. Горті.

Румунія

Становище країни після Першої світової війни. Анексія Бессарабії й Буковини. Конституція 1923. Внутрішньополітичне становище в Румунії. Встановлення режиму І. Антонеску.

Болгарія

Революційний рух 1918—19. Політика уряду О. Стамболійського. Червневі та вересневі події 1923. Переворот 1934. Болгарія у другій половині 30-х років.

Югославія

Утворення Королівства сербів, хорватів і словенців. Видовданська конституція 1921 року. Національне питання. Державні перевороти 1929—1941 років.

Росія — СРСР

Лютнева революція в Росії 1917, її причини та початок. Зречення Миколи ІІ. Утворення. Тимчасового уряду, його внутрішня і зовнішня політика. Липнева криза 1917 року. Серпневий заколот військових.
Підготовка більшовицького виступу. В. Ленін, Л. Троцький та ін. Жовтневі події 1917. в Петрограді. Встановлення влади більшовиків. Розгін Установчих зборів.
Громадянська війна в Росії: причини, найголовніші події, наслідки. Терор у роки громадянської війни. Економічна політика більшовиків 1917-1920. Нова економічна політика (НЕП).
Проголошення СРСР. Йосип Сталін. Тоталітарний характер сталінського режиму. Колективізація. Суспільно-політична обстановка у 1929—1930 років. Масовий терор.

### Країни Азії, Африки та Латинської Америки
Японія

Наслідки Першої світової війни для Японії. Мілітаризація країни. Соціально-економічне становище населення.
Демократичний рух.

Китай

«Рух 4-го травня». Сунь Ятсен. Революційні події 1925—1927 років. Чан Кайші. Протиборство між Ґоміньданом і комуністами. Визвольна війна народів Китаю проти японської інтервенції.

Індія

Національно-визвольний рух після Першої світової війни. Магатма Ганді. Кампанія «громадянської непокори». Ставлення різних політичних сил країни до проблеми деколонізації та майбутнього країни.

Країни Південно-східної Азії

Національно-визвольний рух в Індокитаї, Бірмі та Індонезії.

Країни Середнього та Близького Сходу.

Здобуття незалежності Афганістану. Іран у міжвоєнний період.
Реза-хан. Революція в Туреччині. Ататюрк. Арабський світ. Палестинська проблема.

Країни Африки

Національно-визвольний рух в Північній Африці. Здобуття незалежності Єгипту. Країни й території Субсахарської Африки.

Країни Латинської Америки

Особливості економічних і політичних процесів у регіоні. Вплив іноземних держав. Протиборство демократичних сил та диктаторських режимів.

### Розвиток науки і техніки
Освіта. Наука. Техніка. Удосконалення системи освіти. Найважливіші досягнення науки. Відкриття Альберта Ейнштейна, Нільса Бора, Ернеста Резерфорда, Макса Планка, Зигмунда Фройда та ін. Технічний прогрес. 

#### Наука
В період з 1914 по 1939 рік відбулися важливі наукові відкриття, зокрема в області фізики. Альберт Айнштайн у 1915 опублікував загальну теорію відносності, яка була водночас теорією гравітації і відкрила шлях до побудови фізичної космології. Наприкінці 20-х Едвін Габбл на основі вивчення червоного зсуву сформулював закон Габбла, за яким Всесвіт розширюється.
Вивчення мікросвіту привело до формулювання квантової механіки. У 1913 Нільс Бор запропонував модель атома водню, в якій електрони обертаються навколо ядра тільки по певних дискретних орбітах, а випромінювання й поглинання світла супроводжується переходами з однієї орбіти на іншу, чим пояснюється лінійчастий спектр. У 1925 був відкритий спін електрона, а в 1927 — дифракція електронів. У 1926 Ервін Шредінгер записав рівняння Шредінгера, на основі якого отримав спектри найпростіших атомів. У 1927 Вальтер Гайтлер та Фріц Лондон, використовуючи рівняння Шредінгера, запропонували теорію ковалентного зв'язку. Спільними зусиллями багатьох вчених був розроблений новий, відмінний від класичної фізики підхід до якісного розуміння явищ мікросвіту — Копенганенська інтерпретація квантової механіки.
Значний прогрес відбувся у ядерній фізиці. У 1919 Ернест Резерфорд відкрив першу ядерну реакцію і зробив висновок про існування протона, як складової частини ядра. У 1932 Джеймс Чедвік відкрив нейтрон. На початку 30-х Вольфганг Паулі для пояснення бета-розпаду припустив існування нейтрино. У 1934 Отто Ган відкрив поділ ядра урану, відкрився шлях до ядерної ланцюгової реакції.
В області медицини відбулося відкриття пеніциліну Александром Флемінгом. Хоча практичне застосування антибіотиків почалося тільки під час Другої світової війни, відкриття мало величезне значення в боротьбі з інфекційними хворобами в другій половині століття, збільшенню тривалості життя й чисельності населення у світі.

### Розвиток культури
Докладніше у статтях: Культура 20 століття та Сучасна світова культура

Література. Основні напрямки в розвитку світової літератури. Творчість Рабіндраната Тагора, Ромена Роллана, Анатоля Франса, Бернарда Шоу та ін.Мистецтво. Основні ідеї та напрямки у розвитку мистецтва у першій половині XX століття. Реалізм, авангардизм, сюрреалізм тощо. Театр. Кіно. Спорт. Олімпійський рух. Відмінності в розвитку культури в демократичних і тоталітарних державах.

У 1922 в США з'явилася перша комерційна радіокомпанія. В 1923 вперше по радіо транслювався фінальний матч студентського чемпіонату з американського футболу. Незабаром, радіо стало одним із основних засобів масової інформації, що використовувався для трансляції музики, розважальних передач, новин і був могутнім засобом пропаганди. В 30-х в радіоефірі з'явилися перші мильні опери — серіали, названі так, тому що їхніми спонсорами були косметичні компанії на кшталт Colgate-Palmolive та Procter & Gamble.
Швидкими темпами розвивалася кіноіндустрія, центром якої став Голлівуд. Знятий у 1927 «Співак джазу» став першим звуковим фільмом, у 30-х почали зніматися кольорові фільми. З 1929 вручається премія «Оскар». В період між двома війнами склалися майже всі жанри кінематографу. Більшість фільмів знімалися швидко, впродовж кількох тижнів, і були доволі низької якості, однак у 20-х та 30-х з'явилося також чимало кіношедеврів. Кіно було не тільки розвагою, а й могутнім засобом пропаганди, особливо в тоталітарних країнах. Зняті Лені Ріфеншталь нацистські агітаційні фільми стали взірцями документального кіно. Аналогічна ситуація склалася в Радянському Союзі, де видатні режисери Сергій Ейзенштейн, Олександр Довженко та інші створювали кінофільми, які не тільки розважали глядача, а й виховували його «свідомим будівником комунізму». З іншого боку комедії Чарлі Чапліна «Вогні великого міста», «Нові часи», «Великий диктатор» відстоювали гуманістичні ідеали, хоча теж були політично мотивовані.
Студія Волта Діснея зайняла чільне місце у виробництві мультфільмів. Мультфільми були здебільшого короткометражними, з популярними персонажами на зразок Міккі Мауса або Дональда Дака, які переходили із фільму в фільм, утворюючи серії. «Білосніжка і сім гномів» стала першим повнометражним мультиплікаційним фільмом.
Спортивні змагання були настільки ж популярні, як і кіно. У 1924 Олімпійські ігри розділилися на літні й зимові, з 1928 до програми Олімпійських ігор були включені змагання серед жінок. У 1930 був проведений перший Чемпіонат світу з футболу. Спорт, теж, як і всі області життя й культури, використовувався для пропаганди. Особливо показовими в цьому плані стала Берлінська олімпіада 1936, яка за задумом організаторів із Третього рейху повинна була послужити демонстрацією переваги арійської раси. Героєм Олімпіади став американський темношкірий легкоатлет Джессі Оуенс, який здобув на ній чотири золоті медалі.
Важливою рисою міжвоєнного періоду для культури Європи, й Америки також, було те, що внаслідок російської революції та зростання впливу нацизму й фашизму, з Європи в Америку емігрувала велика кількість інтелектуалів і людей мистецтва.

### Міжнародні відносини
Зовнішньополітичні пріоритети провідних країн світу. Вектори зовнішньої політики США. Загострення англо-німецьких і англо-японських суперечностей. Зовнішня політика Франції. Франко-німецькі відносини. Відмова Німеччини від дотримання статей Версальського договору. Експансіоністські претензії Італії. Зовнішньополітична доктрина СРСР. Радянсько-французький та радянсько-чехословацький пакти 1935 року. Зовнішня політика Польщі.
Виникнення двох вогнищ війни. Зростання агресивності Японії, Загарбання нею Північно-східного Китаю. Підготовка Німеччини до війни. Діяльність Ліги Націй в умовах наростання воєнної небезпеки.
Консолідація сил агресорів. Напад Італії на Ефіопію. Вторгнення Японії до Центрального Китаю. Вісь Берлін — Рим — Токіо. Політика «умиротворення» агресорів. Аншлюс Німеччини з Австрією. Мюнхенська змова й розчленування Чехословаччини.
Переддень Другої світової війни. Окупація Німеччиною Чехії і Моравії. Німецькі претензії до Литви і Польщі. Радянсько-німецьке зближення. Англо-франко-радянські переговори 1939 року. Радянсько-німецький пакт від 23 серпня 1939 року Пакт Молотова — Ріббентропа та таємний додатковий протокол до нього. Вплив угоди на подальший розвиток подій у світі. Поділ Східної Європи на сфери впливу.

## Друга світова війна(1939—1945)
Початок війни. Події 1939 — червня 1941 років. Причини, характер та періодизація Другої світової війни. Напад Німеччини на Польщу. Напад Червоної армії на Польщу та приєднання Західної України та Західної Білорусі до СРСР. Включення до Радянського Союзу Північної Буковини, Бессарабії, Латвії, Литви та Естонії. Радянсько-фінська війна. «Дивна війна». Окупація Німеччиною Данії, Норвегії, Бельгії, Нідерландів. Розгром Франції. Агресія на Балканах. Загострення радянсько-німецьких суперечностей.
Воєнні дії в середині 1941–1942 років. План «Барбаросса». Напад Німеччини на СРСР. Створення антигітлерівської коаліції. Перебіг подій на радянсько-німецькому фронті. Битва за Москву. Напад Японії на Перл-Гарбор і початок бойових дій на Тихому океані. Війна в Північній Африці.
Перебіг війни у 1943 році. Сталінградська битва, її наслідки та значення. Розгром німецьких військ на Орловсько-Курській дузі. Корінний перелом у ході війни. Висадка англо-американських військ у Сицилії. Капітуляція Італії. Тегеранська конференція, її рішення та значення.
Окупаційний режим у поневолених країнах. Рух Опору. Нацистський «новий порядок» у Європі. Голокост. Гітлерівські концтабори та табори смерті. Японська «сфера взаємного співробітництва».
Рух Опору, його політична орієнтація та форми боротьби, керівники. Партизанський рух в окупованих районах СРСР. Боротьба народів проти японських окупантів.

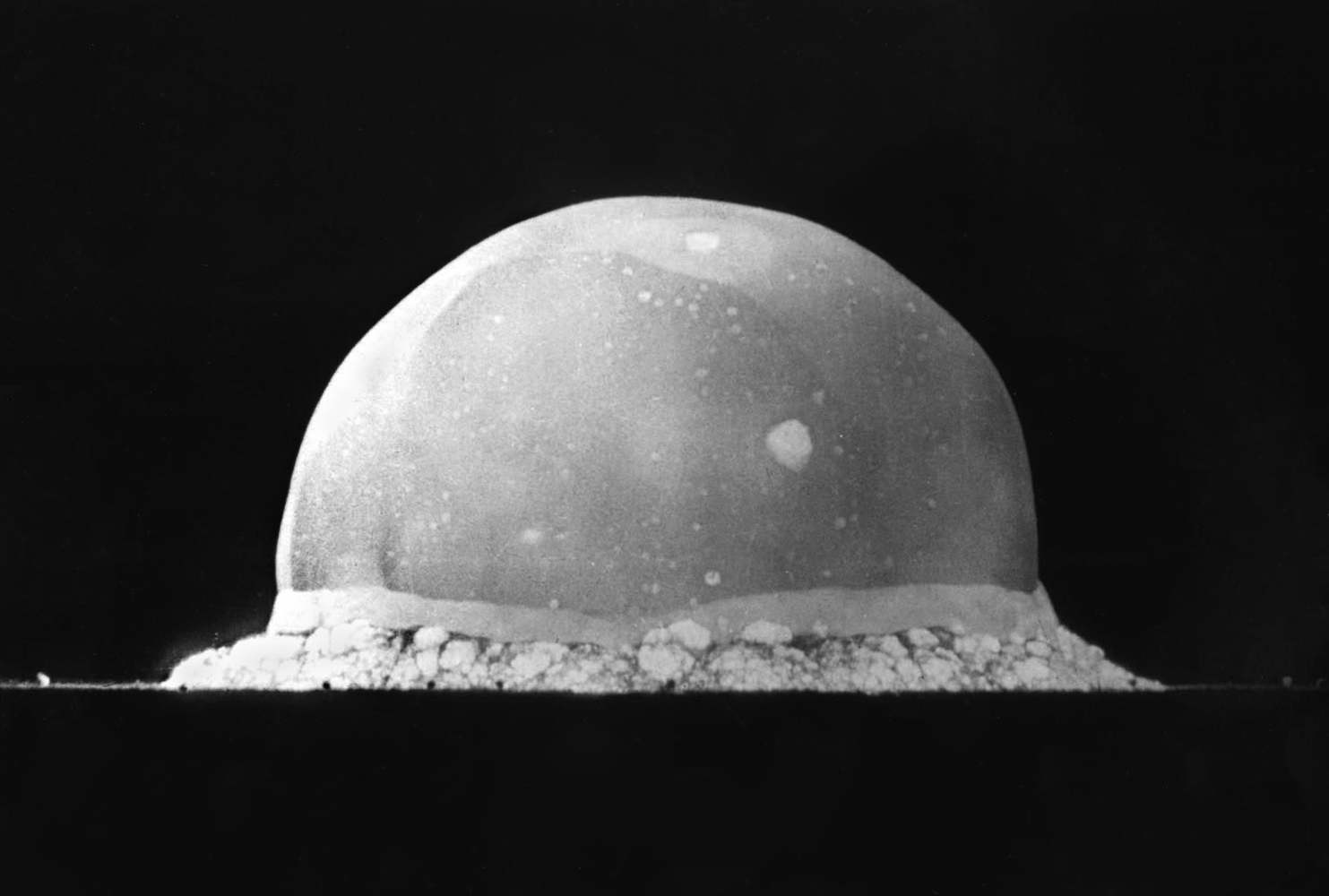
Перше випробовування ядерної зброї — вибух «Триніті». В кадрі — момент через 0.016 секунди після детонації.

Завершальний етап Другої світової війни. Наступальні операції Радянської армії. Визволення території СРСР, перенесення воєнних дій у Центральну та Східну Європу. Відкриття Другого Фронту та завершальний етап війни у Європі. Успіхи англо-американських військ на Тихому океані та в Європі. Випробовування ядерної зброї. Триніті.
Внутрішнє становище та життя населення у США, Великій Британії, Франції, СРСР, Німеччині та Японії.
Кримська (Ялтинська) конференція. Військова поразка та капітуляція Німеччини. Берлінська (Потсдамська) конференція та її рішення. Розгром Японії. Підсумки та уроки Другої світової війни.

## Світ після Другої світової війни: загальні тенденції
Зміни у світі внаслідок Другої світової війни. Проблеми післявоєнного мирного регулювання. Створення ООН. Мирні договори з колишніми союзниками фашистської Німеччини. Сан-Франциський мирний договір (1951) з Японією. Нюрберзький і Токійській процеси над військовими злочинцями. «План Маршалла».
Формування «постіндустріального» суспільства. Ліквідація колоніалізму, створення і розвиток незалежних держав. Нове співвідношення сил у світі внаслідок краху комуністичних режимів у Центральній і Східній Європі та після розпаду СРСР.

### США і Канада
США у 1945–1960 роках. Зміцнення міжнародного статусу США внаслідок Другої світової війни. Наростання консервативних тенденцій у внутрішньополітичному житті. Особливості економічного розвитку.
США у 60 – 70-х роках. Політика адміністрацій Дж. Кеннеді та Л. Джонсона. Стан економіки. Карибська криза. Війна в Індокитаї. Рух за громадянські права. Загострення внутрішньополітичної боротьби у 70-х роках. Вотергейтська справа. Депресія 1974—1975 років. Другий етап науково-технічної революції.
США у 80 – 90-х роках XX століття, початок XXI століття. Президентство Р. Рейґана, «Рейганоміка», зовнішньополітична стратегія. Економічне піднесення 80 — 90-х років. Політичний курс Б. Клінтона. Зростання ролі США у міжнародних відносинах після розпаду СРСР і комуністичного блоку. Президентські вибори 2000 року. Політичний курс Дж. Буша. Події 11 вересня 2001 року та їх наслідки. Українці у США. Українсько-американські відносини.
Канада. Політика ліберальної та Консервативної партій після Другої світової війни. Проблема Квебеку. Конституційна реформа 1982 року. Соціально-економічний розвиток країни у 80 — 90-ті роки XX ст, на початку XXI століття. Зовнішня політика, встановлення відносин з Україною. Українці в Канаді.

### Країни Західної Європи
Особливості суспільно-політичного та економічного розвитку країн Західної Європи в 40 — 90-ті роки XX століття, початок XXI століття. «План Маршалла» та відбудова економіки. Європейська інтеграція.
Велика Британія. Країна у другій половині 40-х — 60-х роках. Ліквідація Британської колоніальної імперії. Консервативні уряди Маргарет Тетчер і Джона Мейджора, їхня соціально-економічна та політична стратегія. Вибори 1997 року і прихід до влади лейбористського кабінету Тоні Блера. Вибори 2001 року. Зовнішньополітичні пріоритети Великої Британії. Українсько-британські відносини.
Франція. Співвідношення політичних сил після визволення від нацизму. Четверта республіка. Політична боротьба в 40-х — 50-х роках. П'ята республіка. Шарль де Голль. Травневі події 1968 року. Франція у 70-ті роки. Франсуа Міттеран, Жак Ширак. Зовнішньополітична доктрина Франції. Взаємини Франції з Україною.
Німеччина. Розкол Німеччини на ФРН і НДР. Західнонімецьке «економічне диво». Возз'єднання Німеччини . Гельмут Коль. Економічні й соціальні здобутки і проблеми 90-х років роках XX століття, на початку XXI століття. Німеччина на міжнародній арені. Українсько-німецькі відносини.
Італія. Політична боротьба в країні після визволення. Проголошення республіки. Підписання мирного договору. Італійське «економічне диво». Політика лівоцентристських і правоцентристських урядів у 60 — 70-х роках. Наростання політичної нестабільності. Італія у 80 — 90-х роках XX століття, на початку XXI століття. Вектори зовнішньої політики. Українсько-італійські відносини.

### СРСР. Відновлені та нові незалежні держави
СРСР у 1945—1964 роках. Повоєнна розруха в країні. Відбудова господарства. Суспільно-політичне життя. Смерть Йосипа Сталіна і боротьба за владу. Пошуки шляхів удосконалення партійного і державного керівництва.
«Відлига» (1953–64). Лібералізація суспільно-політичного життя. Микита Хрущов. Спроби економічних реформ. Зміни у зовнішній політиці.
Роки «застою» (1964—1985). Усунення від влади Микити Хрущова. Леонід Брежнєв. Доктрина Брежнєва (1968). Економічна реформа 1965 та її результати. Падіння темпів економічного розвитку. Суспільно-політичне життя. Дисидентський рух. Зовнішня політика.
«Перебудова» та розпад СРСР (1985—1991). Квітневий (1985) Пленум ЦК КПРС. Прихід до влади нового партійного керівництва на чолі з Михайлом Горбачовим. Курс на «прискорення» суспільно-політичного розвитку. Політика «гласності». Лібералізація суспільного та культурного життя. Посилення національних рухів і політичної боротьби в країні. Зрушення в зовнішній політиці. Серпневий заколот 1991 року. Розпад СРСР.
Росія у 1991—2002 роках. Перехід до ринкової економіки. Політична криза 1993 року. Взаємини центру та регіонів. Зовнішня політика. Війна в Чечні та її наслідки. Українці в Росії. Українсько-російські відносини.
Відновлені та нові незалежні держави: початок самостійного життя (1991 — кінець 90-х років XX століття, початок XXI століття.) Соціально-економічне та політичне становище балтійських країн. Білорусі, Молдови, держав Південного Кавказу та Центральної Азії. Міжнародні суперечності. Збройні локальні конфлікти. Нові незалежні держави на міжнародній арені. Їхні відносини з Україною.

### Країни Центральної та Східної Європи. Радянське домінування
Встановлення комуністичних режимів. «Народна демократія». Відносини всередині радянського блоку. Рада економічної взаємодопомоги. Організація Варшавського договору.
Революції кінця 80-х — початку 90-х років XX століття. Передумови і причини революцій, їхній характер, спільні риси та особливості. Встановлення демократичного ладу в східноєвропейських країнах.
Повоєнна Польща у 20 столітті. Встановлення комуністичного режиму та ставлення народу до нього. Кризи 50 — 80-х років. Створення «Солідарності», «Круглий стіл» 1989 року і встановлення демократичного ладу. Економічні реформи, політична боротьба. Становище українського населення в Польщі. Відносини України й Польщі на сучасному етапі.
До 1947-го підпільну боротьбу за незалежність Польщі продовжували залишки Армії Крайової (відділи «Воля і Незалежність»), що не змирилися зі встановленням підконтрольної Москві влади Польської Народної Республіки.
Чехословаччина. Чехія та Словаччина. Встановлення комуністичного режиму після Другої світової війни. Події 1968 року. «Оксамитова» революція 1989 року, відновлення демократичного ладу. Розпад федерації, утворення незалежних Чехії та Словаччини, їхнє внутрішнє становище та зовнішня політика. Відносини з Україною. Українське населення у Словаччині.
Угорщина. Встановлення комуністичного режиму. Політична боротьба 1953—1956 рр. Революція 1956 року. Режим Яноша Кадара. Революційні перетворення 1988—1990. XX століття, на початку XXI століття. Сучасне становище. Зовнішньополітичні пріоритети. Українці в Угорщині. Українсько-угорські відносини.
Румунія. Ліквідація монархії і встановлення комуністичного режиму після війни. Правління Ніколае Чаушеску. Революція 1989 року, крах тоталітарного режиму. Нове співвідношення суспільно-політичних сил. Зовнішня політика на сучасному етапі. Українське населення в Румунії. Українсько-румунські відносини.
Болгарія. Прихід комуністів до влади після війни. Ліквідація монархії. Правління Тодора Живкова. Революція 1989 року. Сучасне становище Болгарії. Переорієнтація зовнішньої політики. Українсько-болгарські відносини.
Югославія. Нові південнослов'янські держави. Комуністи при владі в Югославії. Йосип Броз Тіто. Конфлікт з СРСР. Курс на розвиток самоврядування. Загострення міжнаціональних відносин та політичної ситуації в країні. Розпад СФРЮ. Проголошення незалежності югославських республік. Громадянська війна. Українці в південнослов'янських державах.

### Країни Азії й Африки
Національно-визвольний рух і крах колоніалізму. Особливості розвитку країн Сходу в 40 — 90-ті роки XX століття. Розпад колоніальної системи. Етапи деколонізації. Шляхи розвитку незалежних держав. Становлення і розвиток нових індустріальних країн Сходу. Труднощі економічного розвитку молодих держав. Міжнародні об'єднання країн Азії та Африки. Відносини України з державами Азії та Африки.
Японія. Сан-Франциський мирний договір. Японське «економічне диво». Внутрішня та зовнішня політика урядів Ліберально-демократичної партії.
Китай. Проголошення КНР. Культ особи Мао Цзедуна. Соціально-економічні експерименти комуністів Китаю. Смерть Мао Цзедуна і боротьба за владу. Реформи Ден Сяопіна. КНР на міжнародній арені.
Індія. Перемога народів Індії у боротьбі за незалежність. Курс Джавахарлала Неру у внутрішній і зовнішній політиці. Уряд Індіри Ганді. Розвиток Індії у 80 — 90-х роках XX століття, на початку XXI століття. Зовнішня політика.
Країни Південна-Східної Азії. Національно-визвольна боротьба у Французькому Індокитаї. Перемога національних сил Індонезії. Події 30 вересня 1965 року в Індонезії. Американо-в'єтнамська війна. «Червоні кхмери» у Камбоджі та їхня модель комунізму. Економічний розвиток країн Південно-Східної Азії. АСЕАН.
Країни Близького і Середнього Сходу. Найважливіші події післявоєнного розвитку Ірану, Пакистану, Афганістану. Переворот в Ірані (1953). Утворення держави Ізраїль. Виникнення і загострення близькосхідної проблеми. Арабо-ізраїльські війни. Економічний та політичний розвиток арабських країн Сходу. Іранська революція. Події в регіоні в 80 — 90-х роках XX століття, на початку XXI століття. Особливості історичного розвитку Туреччини.
Країни Африки. Здобуття незалежності народами континенту. Крах апартеїду на півдні Африки. Економічний та політичний розвиток країн Африки у 90-х роках. Проблеми «Чорного» континенту і «Магрибу».

### Країни Латинської Америки
Прискорення економічного розвитку латиноамериканських країн під час Другої світової війни і в післявоєнні роки. Нестабільність політичного життя країн регіону: втручання іноземних держав, військові перевороти, диктаторські режими.
Кубинська революція 1959 року. Фідель Кастро.
Економічні труднощі 80 — 90-х років XX століття. Ліквідація військово-диктаторських режимів і відновлення конституційного ладу в ряді країн регіону. Інтеграційні процеси в регіоні. Українці в країнах регіону.

### Міжнародні відносини
Поділ світу на два ворожих блоки (друга половина 40-х — перша половина 50-х років). Початок «холодної війни». Доктрина Трумена. Протистояння НАТО і Варшавського договору. Перші воєнні сутички. Рух за мир.
Спроби повороту від «холодної війни» до співробітництва (друга половина 50-х — 60-ті роки). Проблеми роззброєння. Карибська криза. Договір про заборону випробувань ядерної зброї. Палестинська проблема. Втручання наддержав у внутрішні справи інших країн. Становлення Руху неприєднання.
Курс на розрядку міжнародної напруженості та його зрив (70 — перша половина 80-х років). Нормалізація відносин ФРН із країнами Центральної та Східної Європи. Радянсько-американські угоди. Нарада з питань безпеки і співробітництва в Європі. Проблеми мирного врегулювання конфліктів на Сході. Радянсько-афганська війна.
Кінець «холодної війни» (друга половина 80-х — 90-ті роки). Перехід від конфронтації до співробітництва в міжнародній політиці. Американо-радянські угоди. Нова роль центрально- і східноєвропейських держав на міжнародній арені. Проблема врегулювання конфліктних ситуацій у-світі. Внесок України у поліпшення загальної атмосфери безпеки у світі.
Сучасна система міжнародних відносин. Рада Європи і європейська система безпеки.

### Культура другої половини 20 століття
Суспільно-політичні і економічні зміни у післявоєнному світі, їх вплив на розвиток культури. Загальна характеристика напрямків розвитку культури у XX століття. Проблеми розвитку освіти в зарубіжних країнах. Розвиток освіти в індустріальних державах. Технізація і комп'ютеризація освіти. Проблеми освіти в країнах, що розвиваються, і основні шляхи їх розв'язання.
Розвиток науки. НТР, наукові відкриття, поява нових галузей наук. Інтеграція науки і виробництва. Загальні тенденції в розвитку науки і найважливіші досягнення в освоєнні космосу, здобутки в галузі фізики, математики, хімії, біології, медицини. Гуманітарні науки, їх розвиток і роль в утвердженні загальнолюдських цінностей. Роль науки у розв'язанні глобальних проблем сучасності.
Література. Основні тенденції і напрямки в розвитку літератури зарубіжних країн у повоєнні роки. Провідна тематика творів. Особливості розвитку літератури окремих країн. Лауреати Нобелівської премії в галузі літератури.
Образотворче мистецтво, музика, театр, кіно, архітектура. Основні тенденції в розвитку образотворчого мистецтва, театру, кіно, архітектури. Основні течії в образотворчому мистецтві. Театральне мистецтво, його особливості. Особливості архітектурного будівництва. Досягнення сучасного кіно. Розвиток музичної культури зарубіжних країн.
Розвиток фізкультури і спорту. Основні тенденції в розвитку фізкультури і спорту в післявоєнному світі. Перехід до цілеспрямованої організації фізкультури і спорту. Фізичне виховання в індустріальних державах і країнах, що розвиваються. Розвиток Олімпійського руху.

## Світ на межі двох тисячоліть
Загальна характеристика глобальних проблем сучасності (екологічні, військово-політичні, соціально-економічні, правові, етнополітичні). Міжнародний тероризм. Шляхи розв'язання глобальних проблем. Світові інтеграційні процеси, їх особливості, перспективи. Боротьба з тероризмом. Становлення планетарної демократії. Стратегія миру на Землі. Роль молодого покоління у поглибленні демократичного врядування та збереження миру.